# Троицкий собор Ипатьевского монастыря
Троицкий собор — православный храм в Костроме, главный храм Свято-Троицкого Ипатьевского монастыря.

## История
Центром древнейшего из сохранившихся архитектурных ансамблей Костромы — Ипатьевского монастыря — является Троицкий собор. Примерно в 1560 году на средства Дмитрия Годунова был выстроен первый каменный храм обители, который согласно сведениям из Писцовой книги 1628 года был двустолпным, с приделами во имя апостола Филиппа и священномученика Ипатия. В 1649 году старый Троицкий собор был разрушен взрывом пороха, хранившегося в его подклете. Вероятно, «зелейный» запас остался в подвале храма от осады монастыря в Смутное время. По указу царя Алексия Михайловича на его месте в 1650—1652 годах был сооружен новый храм, освящение пределов осталось прежним. В последней четверти XVII века с юго-востока к храму был пристроен придел Михаила Малеина.

## Внешнее убранство
Крупный четырёхстолпный трехапсидный храм с позакомарным покрытием находится на мощном подклете, завершаясь пятью чешуйчатыми луковичными главами на световых барабанах. С трёх сторон собор окружен двухъярусными галереями. В торце южной галереи расположен придел Михаила Малеина, не имеющий алтарного выступа. Его объём крыт на восемь скатов (с пологими фронтонами по всем фасадам) и увенчан чешуйчатой луковичной главкой на глухом барабане, низ которой оформлен рядом полуциркульных кокошников.
Фасадный декор собора скромен, но в целом характерен для зодчества середины XVII столетия. Каждая стена расчленена гладкими лопатками на три прясла. Многообломный карниз, раскрепованный над лопатками, отрезает пологие дуги закомар, профилированные архивольты которых опираются на импосты. Узкие арочные окна (на западном фасаде по одному в каждом прясле, на боковых — в более свободном ритме) не имеют наличников и помещены в глубокие амбразуры. На северном фасаде, обращённом к главному входу в монастырь, оконные проёмы включены в композицию аркатурно-колончатого пояса, украшающего стену. Килевидные арочки из валиков, опирающиеся на колонки с перетяжками, декорируют барабаны глав. Полукружья пониженных апсид разделены гранёными колонками, выступающими из стен на три четверти. Элементом в декоративном убранстве алтарной части храма, композиционно объединённой с приделом Михаила Малеина, является карниз. Он усложнен полосами бегунка и сухариков. В нижней части стен ему вторят прорисованные обломы профилированного цоколя, отделяющего подклет от основного объёма. Окна апсид обрамлены перспективными наличниками с килевидным обводом по контуру.

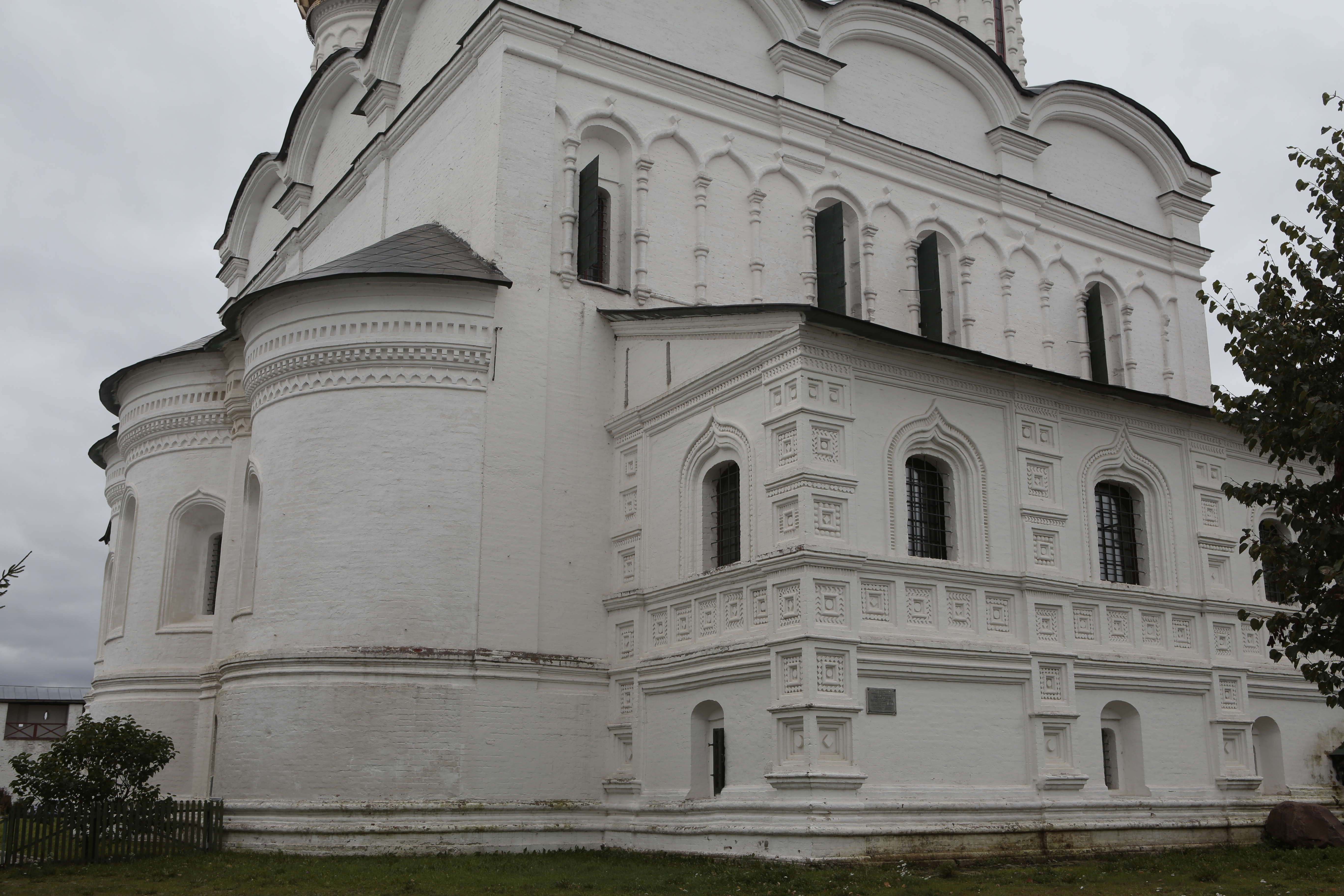
Южный фасад Троицкого собора Ипатьевского монастыря.

В противоположность скупому убранству стен основного объёма, декор галерей подчеркнуто наряден. В основании стен проходит профилированный цоколь, ярусы разделены широким поясом с ширинками. Аналогичные ширинки украшают также лопатки, разделяющие стену на равномерные прясла, в каждом из которых помещено по окну. Особое внимание уделено декору галереи на главном северном фасаде. Ширинки, оконные наличники и карнизы дополнены белокаменной резьбой: розетками различной формы, полосами бусин и резных жгутов.
Парадное крыльцо с рундуком — на правом фланге северного фасада — держится на четырёх декорированных столбах с мощными кубышками, которые несут висячие арки с гирьками. В основании венчающего сооружение восьмигранного шатра — цепочка мелких килевидных кокошников. Высокий лестничный всход покоится на ползучих арках.

## Внутреннее убранство

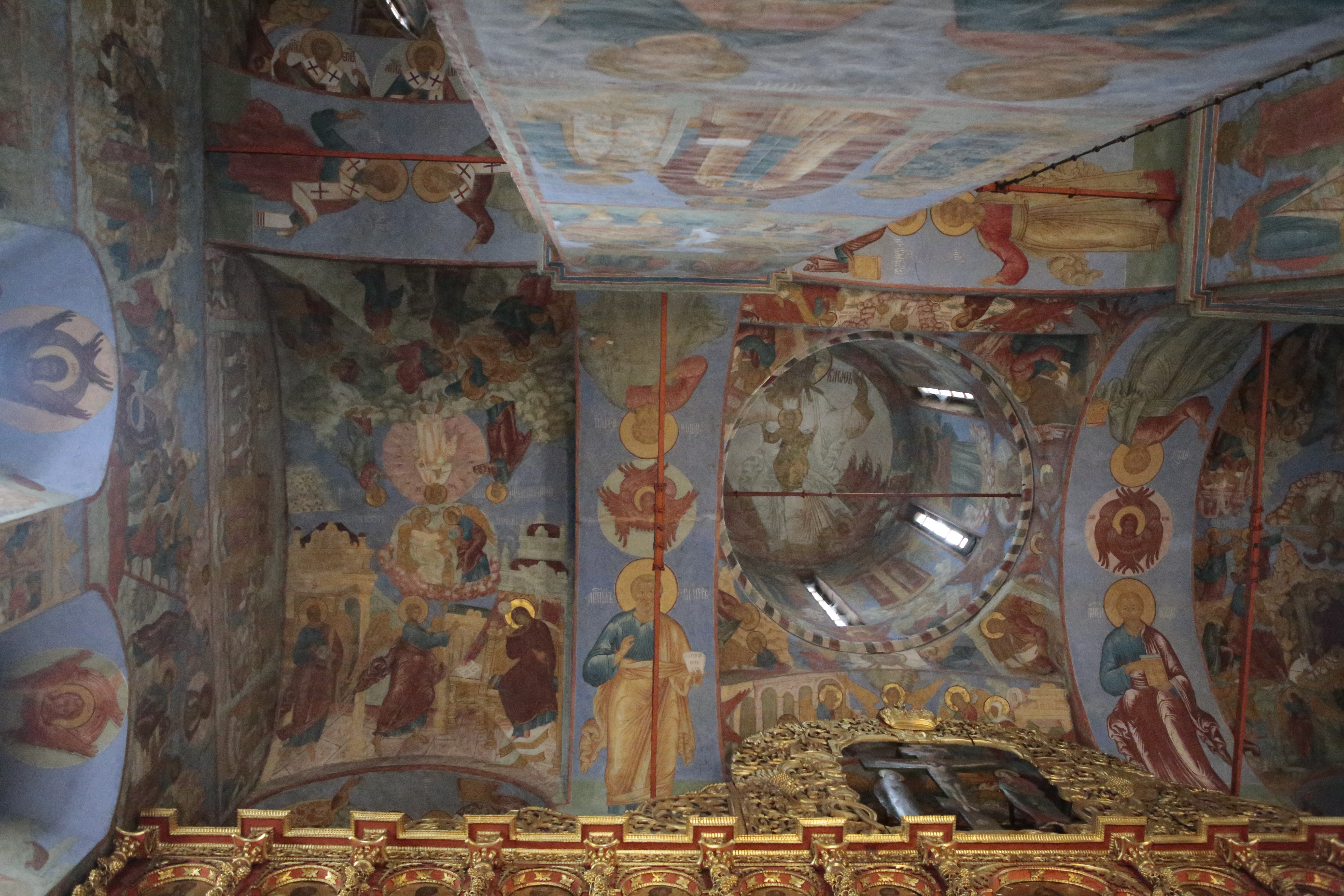
Росписи сводов Троицкого собора

В высоком просторном интерьере храма четыре широко расставленных столба, восточные из которых скрыты за иконостасом, несут подпружные арки. На них опираются барабаны глав и своды в рукавах креста: крестовый с запада и коробовые с распалубками с севера и юга. Для опоры светового кольца центрального барабана в поперечном направлении устроены дополнительные повышенные подпружные арки. Система повышающихся арок применена также и для опоры малых глав. «Местным конструктивным приемом можно считать устройство арочных перемычек между восточной парой столбов и стенами». Размещенные на разной высоте, они придавали жесткость перекрытиям алтарной части храма и служили алтарной преградой для крепления первоначального тяблового иконостаса. Алтарь, жертвенник и дьяконник перекрыты коробовыми сводами с конхами, галерея — коробовым сводом с распалубками, а придел Михаила Малеина имеет сомкнутый свод. 

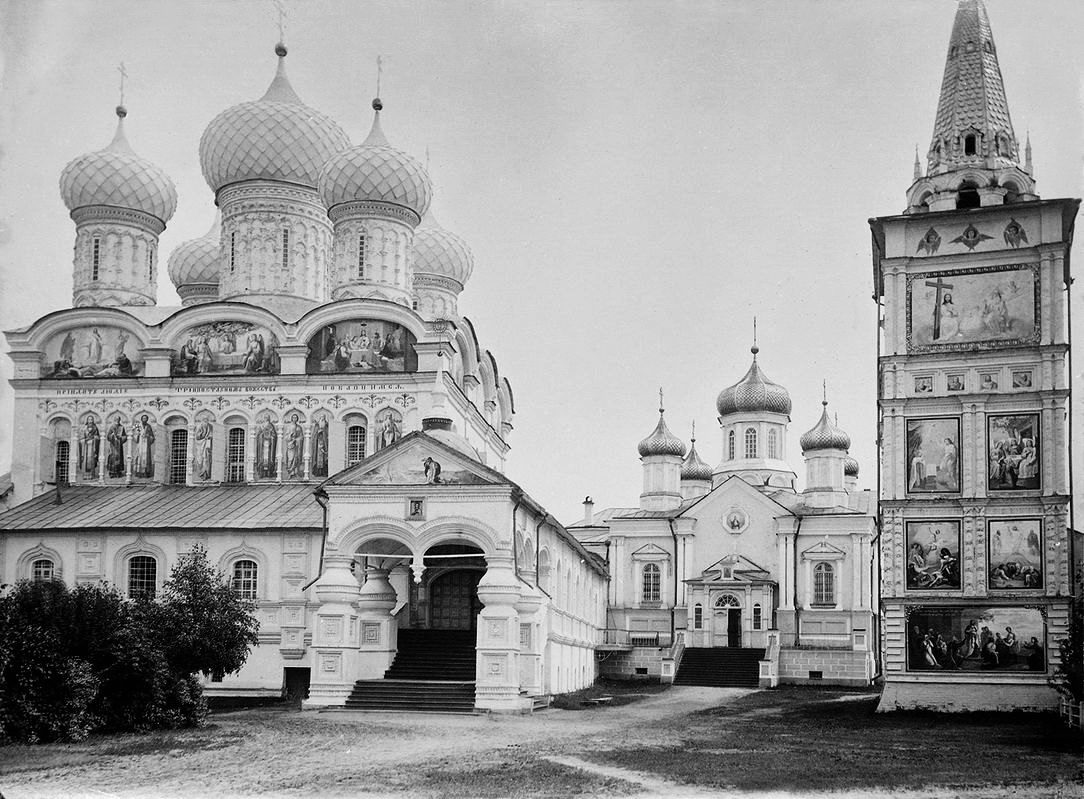
1894. Троицкий собор, церковь Рождества и звонница.

Три арочных входа в храм с галерей обрамлены прекрасными белокаменными перспективными порталами. Их колонки, перебитые резными дыньками, на высоких профилированных базах и с карнизиками-капителями, поддерживают архивольты, коробовый на южном портале и килевидные на остальных. Аналогичную последним форму имеет портал ризницы, расположенной в юго-западной части галереи. Роспись в соборе была начата на западной галерее вскоре после окончания строительства. В летний сезон 1654 года успели написать фигуры архангелов по сторонам портала, в простенках — Страшный суд, Видения Иоанна Лествичника и Евлогия и композиции в люнетах над ними. Начавшаяся моровая язва прервала работы, к ним вернулись только через 30 лет. В 1684 году артель знаменитого костромского знаменщика Гурия Никитина полностью расписала четверик собора. На северной стене, слева от двери, в орнаментальном клейме сохранился перечень имен всех, кто принимал участие в этой работе.
«Ковровая» роспись покрывает своды, барабаны глав, скосы окон, дверей, стены. В центральном куполе храма — Отечество, в остальных — Богоматерь Знамение, Иоанн Предтеча, Христос Эммануил, Ангел благое молчание. На столбах в четыре яруса попарно в рост изображены святые, воины-мученики, князья, первые цари династии Романовых. Стены по горизонтали разделены на пять ярусов. Сюжетный рассказ начинается с южной стены и опоясывает все три стены, прерываясь иконостасом на восточной стене. Первый ярус сверху посвящен деяниям Троицы. Второй цикл рассказывает о земной жизни Христа. Третий ярус — Страсти Христовы, четвёртый — деяния апостолов, которые завершаются рядом сюжетов на тему «Песни песней».

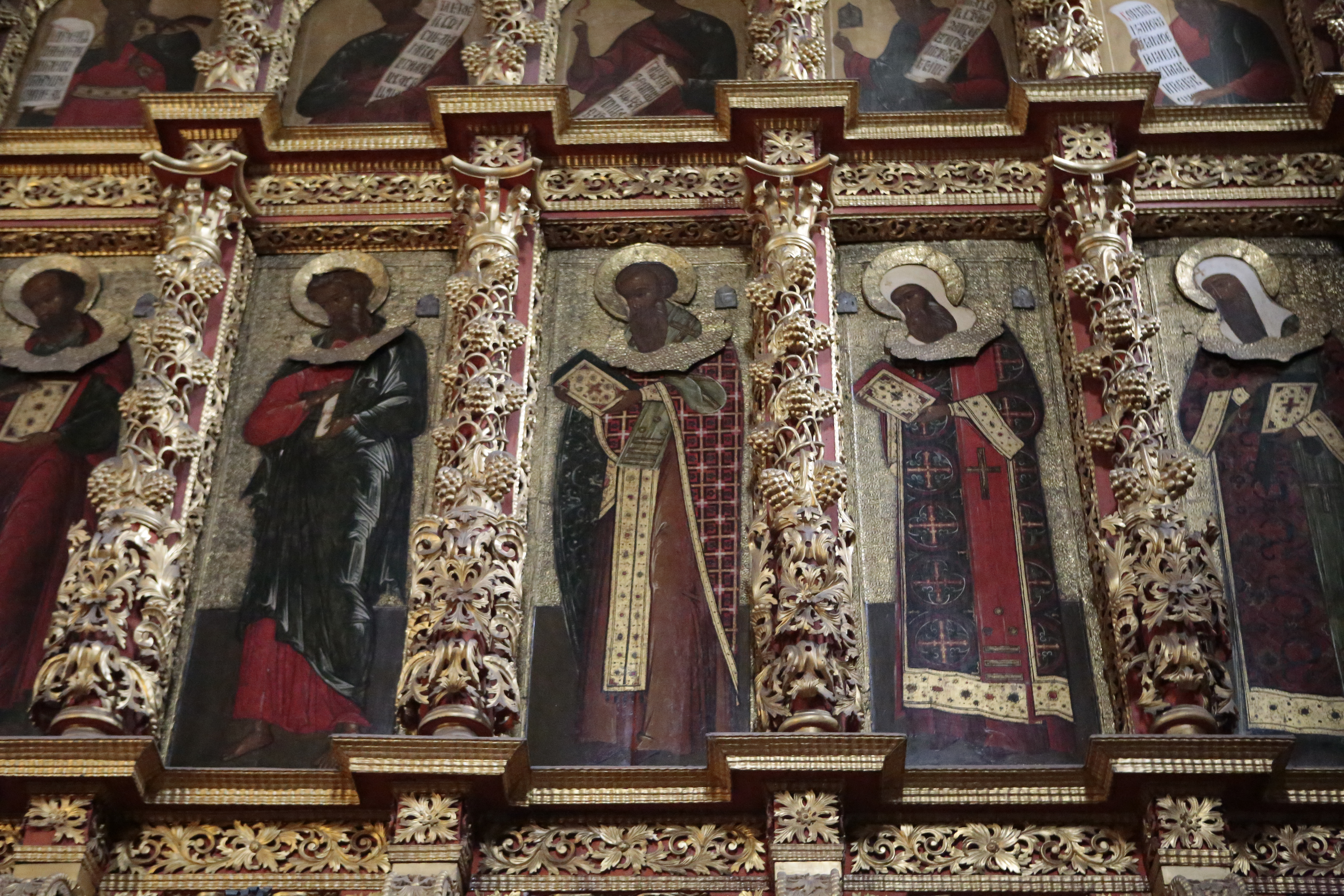
Фрагмент деисусного чина иконостаса Троицкого собора

Особое внимание в стенописи уделено сюжетам, раскрывающим идею троичности, включая изображение Первого Вселенского собора, утвердившего догмат о Троице и выдвинувшего епископа Ипатия в число самых ревностных сторонников чистоты вероучения. Стенопись Троицкого собора неоднократно реставрировалась в XVIII—XIX веках, наиболее значительный объём реставрационных работ был выполнен в 1912 году к 300-летнему юбилею Дома Романовых. Благодаря фотографиям, которые фиксировали ход реставрационного процесса, современным исследователям удалось восстановить программу наружной росписи восточного и северного фасадов собора, которая была выполнена в 1654—1655 годах, пока работу костромских изографов не прервала эпидемия.
При реставрации в 1984 был комплексно воссоздан иконостас: 43 иконы середины XVII века, 25 — 1757 г., 2 — 1912 года. Разновременность икон является следствием реконструкции иконостаса в 1756—1758 годах, когда тябловый иконостас 1652 года был заменен барочным резным. При этом количество икон в рядах уменьшилось с 21 до 15, между иконами встали крупные колонки в виде вьющейся лозы с тучными гроздьями винограда. Иконостасную резьбу и позолоту выполнила артель большесольских резчиков под руководством Макара Быкова и Петра Золотарева. Иконы трех верхних ярусов были перенесены из прежнего иконостаса, а иконы местного и праздничного рядов были написаны в 1757 году Василием Никитиным Вощиным.
Западные, северные и южные порталы собора украшают уникальные двустворчатые врата XVI века, выполненные в редкой технике золотой наводки по красной меди. Это вклад 1559 года Д. И. Годунова, который выполнили мастера Оружейной палаты по образцу дверей Благовещенского собора Московского Кремля. Изображения античных философов и комедиографов, божеств и пророчиц является свидетельством сложности духовной жизни русского общества XVI века, включенности русских мастеров-ювелиров в мировой процесс накопления знаний.